# Stephanopachys quadricollis
Stephanopachys quadricollis là một loài bọ cánh cứng trong họ Bostrichidae. Loài này được Fairmaire in Marseul miêu tả khoa học năm 1878.